# The Infernal Comedy
Concierto lírico-teatral ofrecido por una orquesta barroca, dos sopranos y el actor John Malkovich de Michael Sturminger.

## Sinopsis
El actor, productor y director cinematográfico norteamericano John Malkovich, reconocido como uno de los más sólidos, carismáticos y versátiles intérpretes de su generación, nos cuenta en primera persona la vida del asesino en serie Jack Unterweger. Unterweger estranguló en 1974 a una joven de 18 años en Salzburgo por lo que fue condenado a cadena perpetua. En la cárcel empezó a escribir, según sus propias palabras, para no volverse loco, y sus textos, especialmente su autobiografía y sus poemas, tuvieron una sorprendente acogida entre los intelectuales de lengua germana. Pronto se crearon comités para solicitar que se le conmutara la pena y lo más granado de la intelectualidad austríaca firmó peticiones de excarcelación, incluida la que sería premio Nobel de Literatura en 2004, Elfriede Jelinek. Liberado en 1990 gracias a una campaña internacional que defendía su supuesta rehabilitación, Unterweger siguió escribiendo y asesinando prostitutas en los años siguientes. En 1994, el FBI lo captura en Miami. Deportado a Austria, se suicida el primer día su vuelta a prisión al no soportar la condena a cadena perpetua.
Unterweger relata su vida desde el infierno en lo que parece una relectura de Don Juan aderezada con toques de humor pero transitando hacia el drama más negro conforme avanza. La música de Vivaldi, Haydn, Mozart, Beethoven, Boccherini, Weber y Glück ilustra esta sorprendente bajada a los infiernos.
Malkovich afirma que The Infernal Comedy intenta explicar el perfil de Jack Unterweger y hacer comprender el motivo de sus actos, aunque "es imposible decir por qué los asesinos en serie matan", tras lo que ha especulado que, posiblemente, "les gusta matar".

## Componentes
- John Malkovich como Jack Unterweger.
- Bernarda Bobro como soprano.
- Aleksandra Zamojska como soprano.
- Laura Aikin como soprano.
- Louise Fribo como soprano.
- Marie Arnet como soprano.
- Wiener Akademie como orquesta.
- Martin Haselböck  como conductor.
- Michael Sturminger  como director

## Tour
- 03/05/2008: Barnum Theatre, Santa Monica, California.
- 01-05/06/2009: Vereinigte Bühnen Wien, Ronacher, Vienna.
- 18/07/2009: Peralada Summer Festival, España.
- 11/05/2010: Luxemburg, Philharmonie.
- 12/05/2010: Bruselas, Palais des Beaux-Arts.
- 13/05/2010: París, Opéra national de Paris.
- 14/05/2010: Istanbul, Istanbul Theatre Festival.
- 16/05/2010: Hamburg, Schauspielhaus (2 actuaciones).
- 18/05/2010: Bilbao, Teatro Arriaga.
- 20/05/2010: Tarragona, Teatro Metropol de Tarragona.
- 21/05/2010: Tarragona, Teatro Metropol de Tarragona.
- 23/05/2010: Málaga, Teatro Cervantes de Málaga.
- 25/05/2010: Athen, Theatron.
- 26/05/2010: Athen, Theatron (2 actuaciones).
- 02-06/06/2010: Recklinghausen, Ruhrfestspiele (6 actuaciones).
- 11/06/2010: Toronto Massey Hall.
- 12/06/2010: Toronto Massey Hall.
- 14/06/2010: Quebec, Festival du Grand Rire.
- 01/07/2010: Ravello, Festival.
- 02/07/2010: Spoleto, Festival.
- 04/07/2010: Turku, Music Festival (2 actuaciones).
- 11/07/2010: St. Petersburg, Marinsky Theater.
- 16/07/2010: Prato, Piazza Duomo.
- 06/09/2010: Taormina, Palazzo dei Congressi.
- 27/10/2011: Lima, Perú, Auditorio del Pentagonito.
- 28/10/2011:Bogotá, Colombia, Teatro Mayor, Julio Mario Santodomingo (2 actuaciones)..